# ويندي أرلين كلاي
ويندي أرلين كلاي هي جَرّاحة وطبيبة كندية، ولدت في 27 سبتمبر 1942.